# Yoko Ono/Plastic Ono Band
Yoko Ono/Plastic Ono Band è il primo album solista dell'artista Yōko Ono. Fu pubblicato nel 1970 in contemporanea all'album del marito John Lennon intitolato John Lennon/Plastic Ono Band, con il quale condivideva anche il progetto grafico della copertina. Alla registrazione del disco partecipò anche il celebre jazzista underground Ornette Coleman.

## Registrazione
Con l'eccezione di AOS, una registrazione live del 1968, l'intero album venne inciso nel corso di un solo pomeriggio dell'ottobre 1970 durante le sessioni per il disco John Lennon/Plastic Ono Band agli Ascot Sound Studios e Abbey Road Studios, utilizzando gli stessi musicisti e il medesimo team di produzione. Lo stesso giorno furono registrate anche Don't Worry Kyoko (Mummy's Only Looking for Her Hand in the Snow) (che sarebbe finita nel successivo album di Yoko Fly), e Between the Takes (poi inserita come traccia bonus nella ristampa in CD di Fly nel 1998). La traccia Greenfield Morning I Pushed an Empty Baby Carriage All Over the City si basa su un campionamento di un nastro scartato dove George Harrison suona il sitar e Ringo Starr la batteria con un forte effetto eco, con l'aggiunta della voce di Ono che canta un testo con riferimenti all'aborto spontaneo. I vocalizzi della Ono in brani come Why e Why Not sono un mix tra l'hetai, una tecnica di canto giapponese derivante dal teatro kabuki, il rock and roll moderno e semplici urla influenzate dalla tecnica psicoterapeutica dell'"urlo primario" che Lennon e Ono stavano seguendo all'epoca. Secondo Yoko, i tecnici di studio stavano per spegnere gli impianti quando lei iniziò a cantare ed è per questo motivo, che al termine di Why, si sente la voce di Lennon che chiede: «Did You Get That?» ("L'hai registrato quello?").
AOS venne registrata dal vivo il 29 febbraio 1968 e vede la partecipazione dei jazzisti Ornette Coleman, Charlie Haden, David Izenzon.
Una versione accorciata di Why venne pubblicata come B-side del singolo Mother di John Lennon.

## Pubblicazione e accoglienza
Inizialmente su etichetta Apple Records, attraverso la EMI, Yoko Ono/Plastic Ono Band venne pubblicato nel 1970 suscitando critiche negative, in gran parte motivate dal fatto che all'epoca Yoko Ono era ancora ampiamente considerata responsabile per la fine dei Beatles. L'album non riuscì a entrare in classifica in Gran Bretagna ma raggiunse la posizione numero 182 negli Stati Uniti. Notevoli eccezioni al coro generale di critiche negative furono gli estimatori della rivista Billboard che definirono il disco "visionario"' e il critico Lester Bangs che elogiò l'album su Rolling Stone.

## Copertina
Le copertine di Yoko Ono/Plastic Ono Band e John Lennon/Plastic Ono Band sono quasi identiche; l'unica differenza sono le posizioni invertite di John e Yoko (sull'album della Ono, è lei ad essere sdraiata tra le braccia del marito, mentre in quello di Lennon è il contrario). Le foto furono scattate con una macchina fotografica istantanea a buon mercato nel giardino di Tittenhurst Park (residenza della coppia all'epoca) dall'attore Daniel Richter (come indicato nei crediti dell'album), che fungeva da loro assistente personale.
L'album è stato ristampato in formato CD dalla Rykodisc nel 1997 con l'aggiunta di tre bonus track dell'epoca (Open Your Box, Something More Abstract e The South Wind).

## Tracce
Lato 1
1. Why - 5:37
2. Why Not - 9:55
3. Greenfield Morning I Pushed an Empty Baby Carriage All Over the City - 5:38

Lato 2
1. AOS - 7:06
2. Touch Me - 4:37
3. Paper Shoes - 7:26

Bonus tracks ristampa Rykodisc (1997)
1. Open Your Box - 7:35
2. Something More Abstract - 0:44
3. The South Wind - 16:38

Bonus tracks ristampa Rykodisc (2016)
1. Open Your Box - 7:35
2. Something More Abstract - 0:44
3. Why (versione estesa) - 8:41
4. The South Wind - 16:38

## Formazione
Musicisti
- Yoko Ono - voce
- John Lennon - chitarra
- Ringo Starr - batteria
- Klaus Voormann - basso
- Edward Blackwell - batteria in AOS
- Charlie Haden - contrabbasso in AOS
- David Izenzon - contrabbasso in AOS
- Ornette Coleman - tromba in AOS

Personale tecnico
- Phil McDonald - ingegnere del suono
- John Leckie - ingegnere del suono
- Andy Stevens - ingegnere del suono
- "Eddie" – ingegnere del suono